# Camillo Felgen
Camillo Jean Nicolas Felgen (17. listopadu 1920 Tétange – 16. července 2005 Esch-sur-Alzette) byl lucemburský zpěvák, textař, diskžokej a televizní moderátor, který reprezentoval Lucembursko na Eurovision Song Contest v letech 1960 a 1962. Zpíval lucembursky, francouzsky a zejména německy. 

## Život
Původní profesí byl učitel. Během druhé světové války dělal překladatele německým okupantům a poté byl reportérem francouzskojazyčných novin. Studoval herectví a operní zpěv (disponoval zvučným barytonem) v Bruselu a Lutychu, studia ukončil roku 1949. V roce 1946 nastoupil do Radia Luxembourg jako frankofonní moderátor. V roce 1951 vydal svou první mezinárodní desku Bonjour les amies. Stejnojmenná píseň se stala ústřední melodií jeho vysílání na Radiu Luxembourg. V roce 1953 nahrál v Berlíně svou první německou desku Onkel Toms altes Boot. 
Na Eurovision Song Contest 1960 zpíval píseň „So laang we's du do bast“. Stal se prvním Lucemburčanem v soutěži (předtím byli lucemburskými reprezentanty představitelé jiných národů) a prvním účastníkem, který zpíval lucembursky. S jediným bodem však skončil poslední. O dva roky později se do soutěže přihlásil znovu, tentokrát si vedl mnohem lépe, když skončil na 3. místě s písní „Petit bonhomme“. K úspěchu asi přispělo i to, že vyměnil lucemburštinu za francouzštinu. 
Jeho největší hity byly ale německy zpívané: „Ich hab Ehrfurcht vor schneeweißen Haaren“ nebo „Sag warum“. Pod pseudonymem Jean Nicolas také psal texty pro německé coververze, a to pro zpěváky jako Connie Francis, Caterina Valente, Greetje Kauffeldová nebo Lill-Babs. V roce 1964 také přeložil jediné dvě písně, které The Beatles nazpívali v němčině: „Komm, gib mir deine Hand“ (německá verze „I Want to Hold Your Hand“) a „Sie liebt dich“ („She Loves You“). Felgen, který tehdy pracoval jako programový ředitel Radia Luxembourg, dostal pouhých 24 hodin na přeložení textů, odlet do Paříže i naučení Beatles německé výslovnosti.
Od roku 1965 do roku 1973 byl moderátorem německého vysílání zábavné televizní šou Hry bez hranic (Spiel Ohne Grenzen).